# Mitsuyo Kakuta
Mitsuyo Kakuta (角田 光代, Kakuta Mitsuyo, née le 8 mars 1967 à Yokohama) est une écrivaine japonaise, lauréate entre autres du prix Naoki en 2005.

## Biographie
Kakuta est étudiante à la faculté de philologie (Bungakubu) de l'université Waseda de 1985 à 1989. Au cours de ses études, elle écrit 少女小説, Shōjo shōsetsu (« Romans de filles »). 
En 1990, elle reçoit le prix Kaien des jeunes auteurs pour Kōfuku na yūgi. En 1996, elle est lauréate du prix Noma de littérature (Noma Bungei Shinjin Shō) pour Madoromu yoru no UFO (まどろむ夜の). En 2002, elle publie Palais économique (エコノミカル・パレス, Ekonomikaru paresu) et Kūchū Teien (空中庭園). Pour ce dernier titre, elle remporte le prix de littérature féminine. Elle est couronnée du prix Naoki pour Taigan no Kanojo (対岸の彼女 ; « La Femme sur l'autre rive ») en 2004, traduit en français en 2008 sous le titre Celle de l’autre rive, et en 2005, du prix Kawabata pour Rock Haha (ロック母, Rokku Haha, 2006). 
Elle est l'épouse de l'écrivain Takami Itō (* 1971) et vit à Tokyo.

## Ouvrages traduits en français
- Celle de l’autre rive (« Taigan no Kanojo 対岸の彼女 »), trad. d’Isabelle Sakai, Arles, France, Actes Sud, coll. « Lettres japonaises », 2008, 288 p.  (ISBN 978-2-7427-7364-0)
- La Maison dans l’arbre (« Tsuri hausu »), trad. d’Isabelle Sakai, Arles, France, Actes Sud, coll. « Lettres japonaises », 2014, 352 p.  (ISBN 978-2-330-03070-4)
- La Cigale du huitième jour (« Yōkame no semi »), trad. d’Isabelle Sakai, Arles, France, Actes Sud, coll. « Hors collection », 2015, 416 p.  (ISBN 978-2-330-04819-8) ; réédition, Arles, Actes Sud, coll. « Babel » no 1737, 2021  (ISBN 978-2-330-14768-6)
- Lune de papier (« Kami no tsuki »), trad. de Sophie Rèfle, Arles, France, Actes Sud, coll. « Hors collection », 2021, 336 p.

## Prix et distinctions
- 1996 : Prix Noma
- 2003 : Prix de littérature féminine
- 2004 : Prix Naoki
- 2006 : Prix Kawabata
- 2007 : Prix Chūōkōron
- 2012 : Prix Kyōka Izumi

### Source de la traduction
- (de) Cet article est partiellement ou en totalité issu de l’article de Wikipédia en allemand intitulé « Mitsuyo Kakuta » (voir la liste des auteurs).